# Charles Samuel Stewart
Charles Samuel Stewart (* 1795 in Flemington (New Jersey); † 1870) war ein amerikanischer Missionar auf den Sandwichinseln (Hawaii). Er studierte Jura und Theologie in Princeton. Über seine Südseereise während der Jahre 1829 und 1830 als Chaplain in der U. S. Navy verfasste er einen zweibändigen Reisebericht (A Visit To The South Seas).
Der Reisebericht beinhaltet u. a. eine Beschreibung des Wellenreitens durch die Einheimischen, so wie eine relativ detaillierte Beschreibung der dafür verwendeten Surfbretter.

## Werke
- A Visit to the South Seas, in the United States’ Ship Vincennes, during the Years 1829 and 1830; Including Scenes in Brazil, Peru, Manilla, the Cape of Good Hope, and St. Helena. London: Henry Colburn and Richard Bentley, 1832 Digitalisat I, II
- Missionsbesuch auf den nordöstlichen Inselngruppen des stillen Meeres im Jahr 1829. (Magazin für die neueste Geschichte der evang. Missions- und Bibelgesellschaften. Hrsg. von der brittischen und ausländischen Bibelgesellschaft. Jahrgang 1839. Erstes Quartalheft). Basel, Missions-Institut, 1839 Digitalisat
- William Ellis (Hrsg.): Journal of a residence in the Sandwich islands, during the years 1823, 1824, and 1825: including remarks on the manners and customs of the inhabitants; an account of Lord Byron's visit in H.M.S. Blonde. London, H. Fisher, Son, and Jackson, 1828 Digitalisate (Londoner, New Yorker Ausgabe)